# Alice Torning
Alice Torning, bürgerlich Alice Nespeda, (auch Alice Thorning; * 13. Oktober 1893 als Alice Pauline Marie Thönert in Stettin; † nach 1942) war eine deutsche Schauspielerin bei Bühne und Stummfilm.

## Leben und Wirken
Die geborene Alice Thönert war eine Tochter des Kaufmanns Oswald Thönert und seiner Frau Emmeline, geb. Zimmermann. Über ihre Ausbildung ist derzeit nichts bekannt. Im Alter von 17 Jahren gab sie in der Spielzeit 1910/11 ihren Theatereinstand in Lüneburg. Es folgten laut dem Deutschen Bühnen-Jahrbuch Verpflichtungen nach Amsterdam (Spielzeit 1911/12) und Königsberg (1912–1914), ehe sie zum Kriegsausbruch im Sommer 1914 in Berlin eintraf, um dort einer Verpflichtung an das von Georg Altmann geführte Kleine Theater nachzukommen. Hier hatte sie in den kommenden Jahren nachmals bekannte Künstlerkollegen wie Paul Bildt, Julius Falkenstein, Paul Otto, Lupu Pick, Georg Alexander und Alfred Abel als Partner. 
Noch während ihres Engagements am Kleinen Theater, dem Torning den gesamten Ersten Weltkrieg und etwas darüber hinaus die Treue hielt, wurde die Künstlerin 1916 vor die Kamera geholt. Ihre Rollen waren zumeist recht klein und besaßen für das Fortkommen der Handlung eine geringe Bedeutung. Mit Beginn der 1920er Jahre konnte man Alice Torning auch an anderen Spielstätten der Hauptstadt sehen, etwa am Berliner Theater, dem Lessing-Theater und am Deutschen Künstler-Theater sowie dem Trianon-Theater und zuletzt, zu Beginn der 1930er Jahre, erneut am Kleinen Theater. Seit 1932 scheint sie kein Festengagement mehr angenommen zu haben. Bis mindestens 1943 ist Alice Torning noch im Berliner Adressbuch verzeichnet, danach verliert sich ihre Spur. Die IMDb-Angabe, sie sei 1956 verstorben, kann derzeit nicht verifiziert werden.
Von 1919 bis zu dessen Tod 1926 war sie mit dem kaufmännischen Vertreter Max Nespeda verheiratet.

## Filmografie
- 1916: Kellner, zahlen
- 1916: Ach Amalia, was haste bloß getan
- 1919: Luxuspflänzchen
- 1919: Mit Leib und Seele eigen
- 1920: Der Dummkopf
- 1921: Der kleine Muck
- 1922: Aus den Erinnerungen eines Frauenarztes (2 Teile)
- 1923: Und dennoch kam das Glück
- 1926: Wie einst im Mai
- 1926: Wehe, wenn sie losgelassen
- 1926: Der Hauptmann von Köpenick
- 1927: Meine Tante – Deine Tante
- 1927: Die schönsten Beine von Berlin
- 1927: Svengali
- 1928: Moral
- 1928: Robert und Bertram
- 1928: Seine stärkste Waffe